# اگون کرنتس
اگون رودی ارنست کرنتس (آلمانی: Egon Krenz؛ زادهٔ ۱۹ مارس ۱۹۳۷) یک سیاست‌مدار اهل جمهوری دمکراتیک آلمان است. وی آخرین دبیرکل حزب کمونیست جمهوری دموکراتیک آلمان بود.
در تاریخ ۱۷ اکتبر ۱۹۸۹، به اتفاق آرا مقامات بلند‌پایه حزب کمونیست جمهوری دموکراتیک آلمان، اریش هونکر از مقام خود عزل و اگون کرنتس به دبیرکلی حزب کمونیست منصوب شد.
وی سعی کرد خود را کمونیستی اصلاح‌طلب معرفی کند که سیاست هایش با هونکر متفاوت است، اما مردم به خوبی به‌یاد داشتند که وی در سال های حکم‌رانی هونکر عملا فرد دوم کشور بود و می‌توانست با سیاست های هونکر مخالفت کند اما این کار را نکرد. کشوری که وی تحویل گرفت، عملا ورشکسته به شمار می‌رفت. از طرفی بار بدهی های سنگین خارجی که اکنون به حدود ۱۲۳ میلیارد مارک می‌رسید و از طرف دیگر تظاهرات مداوم مردم عملا حیات این کشور را ناممکن می‌ساخت. سیاست مسافرتی که دولت وی تدوین کرد که با اخذ مجوز از دولت به مردم توانایی سفر به غرب را می‌داد، عملا به طور ناخواسته موجب فروریختن دیوار برلین شد و حیات این کشور را از بین برد. هرچند این گونتر شابووسکی، سخن‌گوی دولت بود که طی اشتباهی سهوی موجب هجوم مردم به سمت دیوار و گذرگاه های مرزی بین برلین شرقی و غربی شد که نهایتا بدلیل صدور هیچ دستوری از سمت حزب به مسئولان مرزی، آنها مرز را به روی مردم بازکردند و بدین ترتیب دیوار برلین فروریخت.
اتحاد جماهیر شوروی بدلیل دکترین سیناترا در تصمیم عزل هونکر و جانشینی او با کرنتس نقشی نداشت و به موافقت غیر مستقیم خود بسنده کرد. شخص گورباچف از هونکر که استالینیستی اصول‌گرا بود، متنفر بود. زیرا او مخالف برنامه های اصلاحاتی گورباچف که با نام های پرسترویکا و گلاسنوست شناخته می‌شوند بود و قصد اجرایی کردن این قبیل برنامه هارا در آلمان شرقی نداشت. گورباچف امیدوار بود با برکناری هونکر راه برای اصلاحات در این کشور باز شود اما در عمل، اگون کرینتس کار چندان تاثیر‌گذاری انجام نداد.